# Lễ Lều Tạm

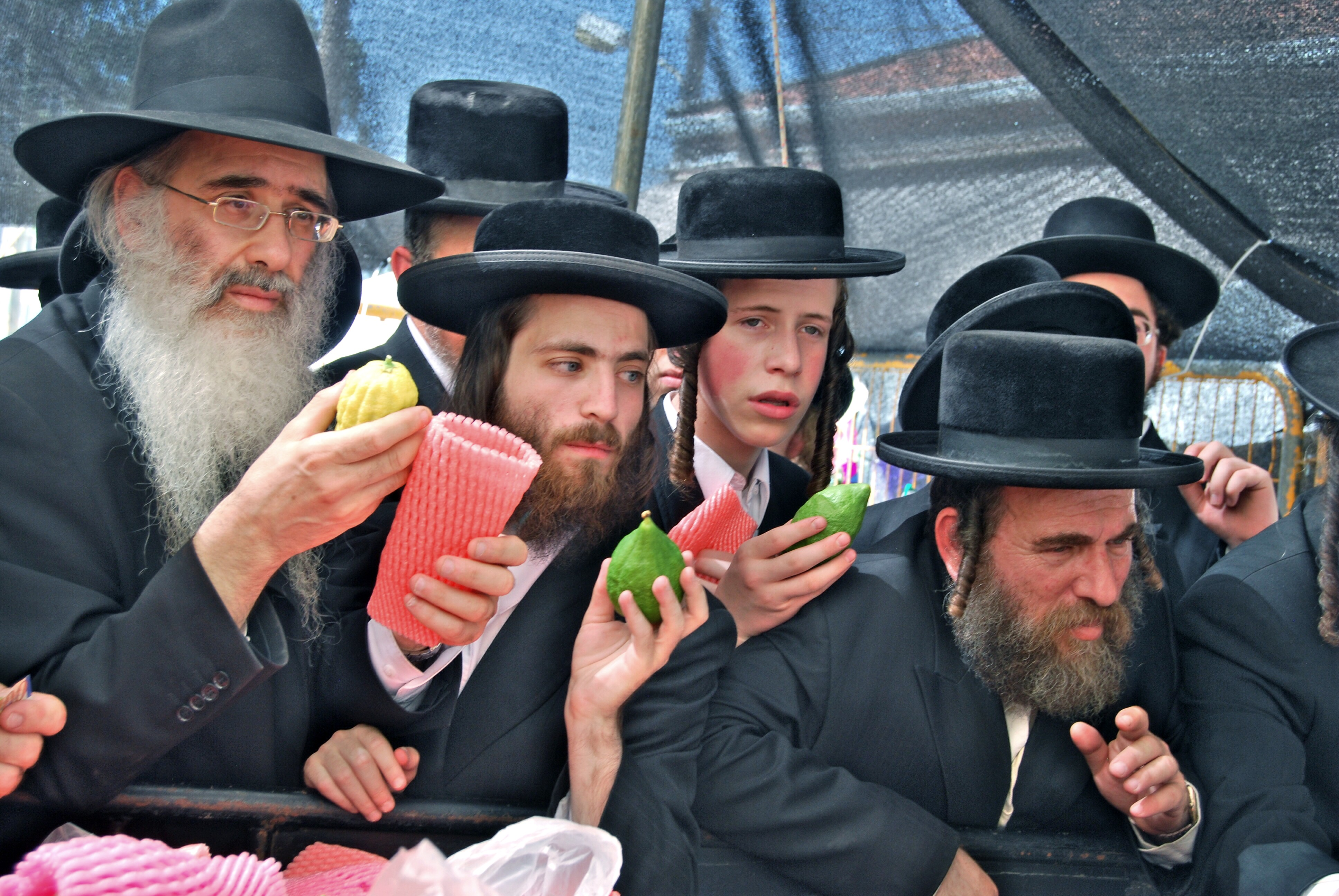
Người Do Thái lựa chọn kỹ càng để chọn những trái etrog đẹp và hoàn hảo để dâng lên Thiên Chúa

Lễ Lều Tạm (Tiếng Hebrew: סוכות or סֻכּוֹת, sukkōt) (Tiếng Anh: Sukkot hoặc Succot) là một ngày lễ Do Thái Giáo của người Do Thái. Lễ Lều Tạm được kinh Torah quy định tổ chức vào ngày thứ 15 của tháng Tishrei (thường rơi vào khoảng thời gian từ cuối Tháng Chín đến cuối Tháng Mười). Lễ Lều Tạm có hai ý nghĩa quan trọng. Ý nghĩa thứ nhất liên quan đến nông nghiệp và được nhắc tới trong Sách Xuất Hành  - "Lễ Sukkot ở cuối năm" (Exodus 34:22), đánh dấu sự kết thúc của thời gian thu hoạch và năm nông nghiệp trong xứ sở Do Thái Israel. Ý nghĩa thức hai phức tạp và mang tính tôn giáo, được nhắc tới trong Sách Lêvi là nhằm tưởng nhớ sự kiện người Do Thái rời bỏ Ai Cập và sự phụ thuộc của dân tộc Do Thái vào ý muốn của Thiên Chúa. (Leviticus 23:42-43)
Lễ Lều Tạm diễn ra trong bảy ngày ở Israel và tám ngày ở ngoại bang. Tiếng Hebrew từ Sukkot là số nhiều của sukkah, "gian hàng" hoặc "lều tạm", vật liệu xây dựng là thực vật như lá dừa hoặc lá cọ. Lều tạm là nơi ở tạm thời cho người nông dân Do Thái trú ẩn trong mùa thu hoạch, nghỉ ngơi là quan trọng nông nghiệp được nhắc tới trong Sách Xuất Hành. Như đã trình bày trong Sách Lêvi, Lễ Lều Tạm là một kỷ niệm của người Do Thái cư ngụ trong suốt 40 năm lang thang trong sa mạc sau khi thoát khỏi chế độ nô lệ ở Ai Cập. Trong những ngày nghỉ ngơi, người Do Thái ăn đủ bữa, trú ẩn bên trong lều tạm và nhiều người ngủ ở đó là điều tốt. Vào mỗi ngày của ngày lễ, người do thái bắt buộc phải cầm Bốn Loại Cây và vẫy lắc. Lễ Lều Tạm cũng kèm theo các hoạt động sinh hoạt tôn giáo như đọc kinh và cầu nguyện. Các khu chợ rất đông đúc vì có nhiều người Do Thái mua bán Bốn Loại Cây trong ngày lễ lều tạm.

## Nguồn gốc

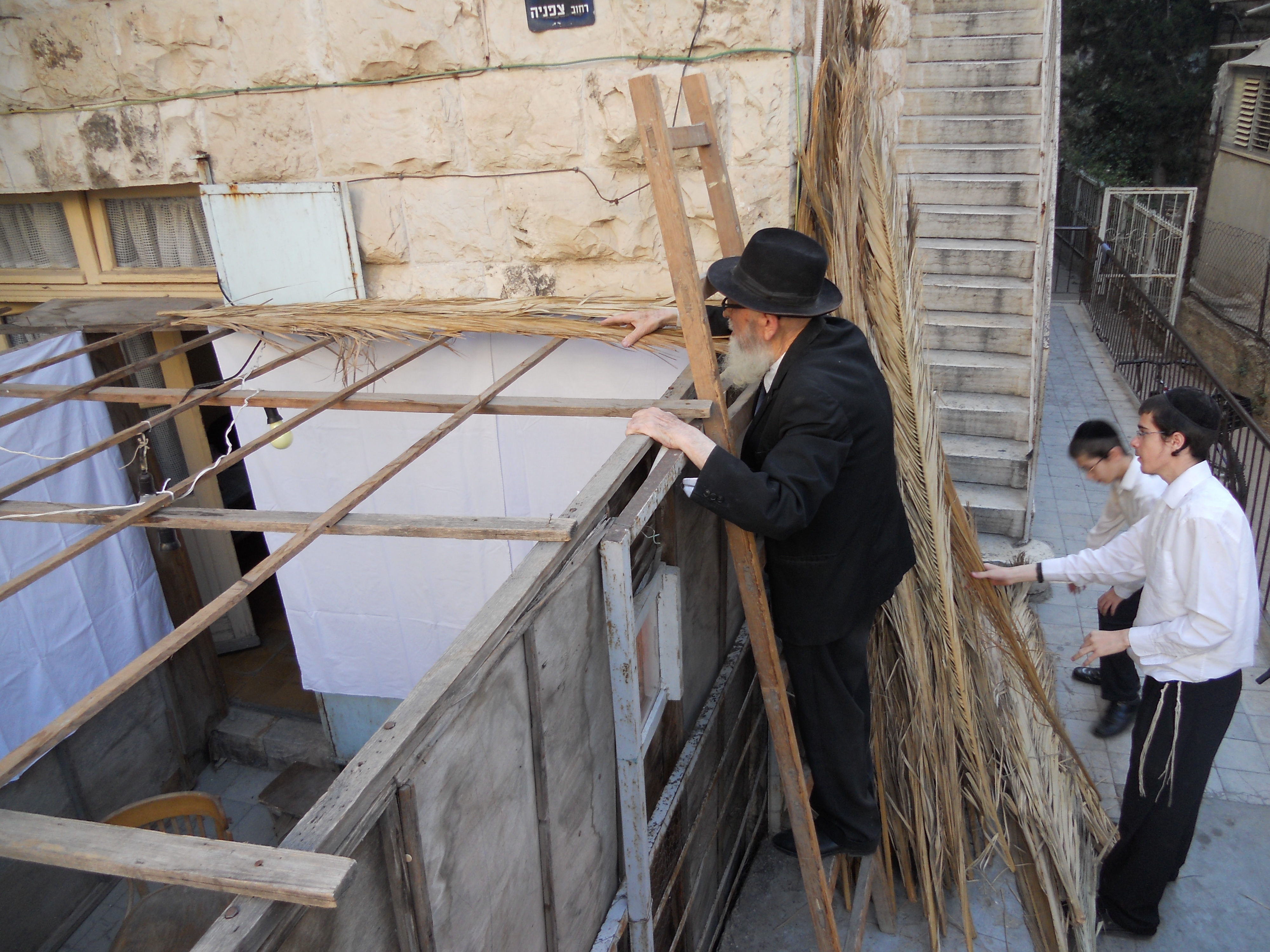
Người Do Thái xây dựng Lều Tạm